# فرخ مجیدی
فرّخ مجیدی مدیر فیلم‌برداری ایرانی و عضو اتحادیه فیلم برداران دانمارک (DFF) است. او مدیر فیلم‌برداری فیلم‌های سینمایی و مجموعه‌های تلویزیونی مشهور گوناگونی از جمله بوعلی سینا و سربداران (قسمت ۱ تا ۴) در ایران بوده و در پیش برد پژوهش‌های فیلم‌برداری دیجیتال، نقش پررنگی را در سینما و تلویزیون ایران داشته‌است.
چهارمین جایزه قلم زرین خانه سینما در سال ۱۳۹۳ به فرخ مجیدی برای نگارش کتاب «فیلم و ویدئو در عصر دیجیتال» اهدا شده‌است که از کتاب‌های مرجع در زمینه فیلم‌برداری دیجیتال می‌باشد.

## دانش‌آموختگی
- فیلم‌برداری سینما: مدرسه عالی سینما و تلویزیون (۱۳۵۲- تهران)
- سینمای دیجیتال در Kort & Dokumentar Filmskolen[۷] (۱۳۷۸ - کپنهاگ).
- متحرک سازی سه بعدی رایانه ای در European Computer Skills Card[۸] (۱۳۸۰- کپنهاگ).

## فیلم‌شناسی

### مدیر فیلم‌برداری
- بانوی سردار (۱۳۹۸، پرویز شیخ طادی)
- زخم باز (۱۳۹۶، حسین تبریزی)
- تپه بادبادکها (۱۳۹۵، علی دلگشایی)
- نارنجی پوش (۱۳۹۰، داریوش مهرجویی)
- آسمان محبوب (۱۳۸۸، داریوش مهرجویی)
- فرزند صبح (۱۳۸۷ ، بهروز افخمی)
- رؤیای خیس (۱۳۸۴ ، پوران درخشنده)
- رها[۹] (۱۳۶۹, فرخ مجیدی)(تولید در دانمارک)
- بوعلی سینا (۱۳۶۶، کیهان رهگذار)
- صف (۱۳۶۳، علی اصغر عسگریان)
- سلندر[۱۰] (۱۳۶۲، واروژ کریم مسیحی)
- سربداران (۱۳۶۲، محمدعلی نجفی)(قسمت‌های ۱ تا ۴ - مجری طرح و مدیر فیلم‌برداری)
- مدرسه‌ای که می‌رفتیم (۱۳۵۹، داریوش مهرجویی)
- مجموعه اسرار دریای سرخ(۱۳۵۸- مشترک ایران_ فرانسه)
- الموت (۱۳۵۵، داریوش مهرجویی)
- سینمای ایران در عصر پهلوی[۱۱] (۱۳۵۶–۱۳۵۴، فرخ مجیدی)

### نویسنده و کارگردان
- رها[۹](۱۳۶۹, فرخ مجیدی)

### فیلم‌بردار
- صحرای تاتارها (۱۳۵۶، والریو زورلینی)
- شطرنج باد (۱۳۵۴، محمدرضا اصلانی)